# Sanscritizzazione
In sociologia e nelle scienze etnoantropologiche è definito sanscritizzazione un processo sociale osservato in India che porta i gruppi appartenenti alle caste più basse a tentare di innalzare il livello sociale adottando gli usi e le credenze delle caste più alte. 
Ciò avviene tramite l'emulazione delle caste rituali più elevate, ad esempio adottando una dieta vegetariana, o ancora indossare certi abiti rituali. 
Il termine è dovuto all'utilizzo a tale scopo di formule rituali in Sanscrito, non conosciuto dalle caste inferiori, e al conseguente inserimento nella lingua parlata quotidianamente di parole sanscrite. 
Il sistema gerarchico delle caste non viene tuttavia alterato da questo processo.